# Menhir de la Pierre Debout (Reviers)

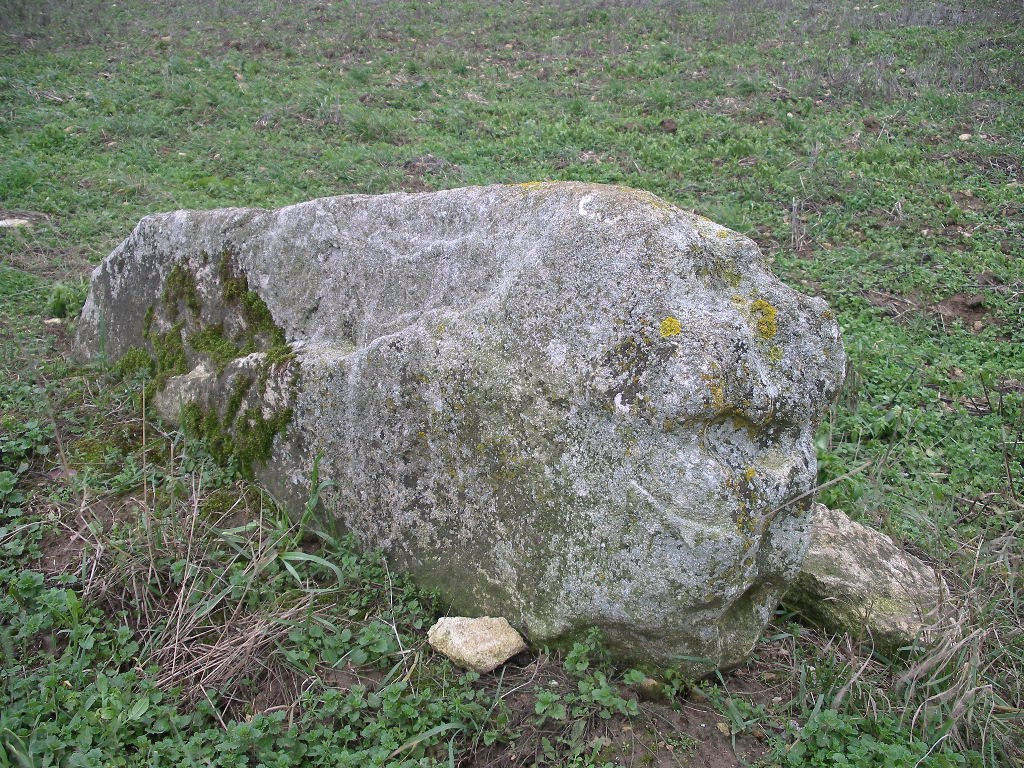
Pierre Debout

Der Menhir de la Pierre Debout liegt in den Champs Pluvieux, östlich von Reviers im Departement Calvados in der Normandie in Frankreich. Der gleichnamige Pierre Debout oder Menhir des Demoiselles von Colombiers-sur-Seulles steht in der Nähe. 
Früher stand der Menhir im Boden und war 80 cm hoch. Dies erklärt seinen heute paradoxen Namen Pierre Debout (deutsch „stehender Stein“). Im Jahr 1902 beschrieb der Prähistoriker Léon Coutil (1856–1943) „zwei tief Rillen auf den Achsen des Steins“. 1911 gab es mehrere durch Kanäle verbundene Vertiefungen. Der Stein wurde in der Folgezeit ausgegraben und liegt am Boden. Die zu Beginn des 20. Jahrhunderts beschriebenen Eintiefungen sind auf der Basis sichtbar.
Der Menhir wurde 1934 als Monument historique eingestuft.
In bis zu 7,5 km Entfernung stehen auf derselben Achse mehrere Megalithen. Es sind die Menhir de la Demoiselle de Bracqueville und Les Grosses Devises und die Megalithanlage Pierre Tourneresse von Cairon.
Der Menhir „La Pierre debout“ steht in Aviré in Segré-en-Anjou Bleu im Département Maine-et-Loire.